# Центральний український кооперативний комітет
Центральний Український Кооперативний Комітет (ЦУКК, Коопцентр), також Український Центральний Кооперативний Комітет (УЦКК) — найвищий ідейний, науковий, статистично-економічний, організаційний та культурно-освітній центр кооперації, що мав репрезентувати українську кооперацію як в Україні, так і за кордоном.

## Історія
Створений у квітні 1917 року як тимчасова, а на вимогу Всеукраїнського загально-кооперативного з'їзду в серпні 1918 року як постійна організація з правом діяльності по всій Україні. Членами комітету могли бути виключно союзи та об'єднання усіх видів кооперації, а також ради кооперативних з'їздів.
Комітет здійснював свою діяльність в 3 секціях: організаційно-юридичній, економіко-статистичній і культурно-освітній, мав 9 відділів та 8 допоміжних комісій, працівники яких:
- давали кооператорам фахові інструкторські фінансові, правові, економічні й організаційні поради;
- ревізували кооперативні установи;
- відстоювали їх інтереси в урядових інституціях;
- вели підготову кваліфікованих кадрів кооперації: з кооперативних курсів при Коопцентрі у 1919 р. виник (перший у світі) вищий навчальний заклад для кооперації — «Кооперативний інститут ім. М. Тугана-Барановського».

На чолі Коопцентру стояла Рада (її головою весь час був Михайло Туган-Барановський, його заступником — К. Мацієвич) і Управа (голова і головний організатор діяльності — Борис Мартос). Серед членів ради був Віктор Целларіус.
Органом Коопцентру був «Український кооператор» (чи «Українська Кооперація»), а згодом (з жовтня 1918 року) і непереодичний «Бюлетень УЦКК».
У кінці 1918 року, за часів української державності, Кооцентр об'єднував 252 кооперативні союзи; 45 кредитових, 110 споживчих, 31 мішаних, 4 сільськогосподарчих, 62 — різного характеру союзи. В кінці 1919 в Україні діяло близько 400 союзів і близько 30 000 місцевих кооперативів.
Коопцентр було ліквідовано у 1921 році, з упадком української державності.
Визначні діячі: М. Туган-Барановський, Б. Мартос, М. Левицький та інші.